# کوه کورومدی
کوه کورومدی (به لاتین: Kurumdy Mountain) یک کوه در قرقیزستان است که در Kyrgyzstan–China border واقع شده‌است. کوه کورومدی ۶٬۶۱۴ متر بالاتر از سطح دریا واقع شده‌است.